# 芭迪貝伊
心心芭迪貝伊集團有限公司，簡稱心心芭迪貝伊集團和芭迪貝伊（英語：My Heart Bodibra Group Limited，港交所：8297），在1989年，由前創辦人馬黃冰華在香港總部設立「心心女士用專門店」，專門銷售合適胸圍產品。其由於過度擴充引發更多問題，以90港元出售予主席陳麟書和行政總裁姚冠邦。
而首份招股原本在2017年2月6日於港交所創業板上市。配售定價為0.4至0.6港元，股份數目為1.2億股，而集資額為7200萬港元，其後證監會在嚴厲打擊下暫緩上市。而上市日期和方式，分別改為7月13日和公開發售。
但在上市後已先後出現更多詬病，加上懷疑主席陳麟書把上市資金用作私用處理，包括用公司信用卡購買主席陳麟書女友梁麗瑩開設的美容店、該美容店使用上市公司辦公地址, 高於市價購買昂貴遊艇，並在梁麗瑩的社交網站有大量乘坐Ferretti 460 及 sunseeker88 遊艇的相片，懷疑公款私用，並以上市集資資金上市不夠三個月購買兩首遊艇等，因而發生內訌事件。其2017年10月3日作短暫停牌。

## 連結
- bodibra.com （页面存档备份，存于）